# Голубянка посейдон
Голубянка посейдон (лат. Polyommatus (Agrodiaetus) poseidon) — вид бабочек из семейства голубянки.

## Этимология названия
Посейдон (греческая мифология) — бог морей, брат Зевса, Аида, Геры, Деметры и Гестии.

## Ареал и места обитания
Малая Азия, Турция, Иран, Грузия.

## Биология
Развивается за год в одном поколении. Время лёта в июле-начале августа. Самки откладывают яйца поштучно. Кормовое растение гусениц астрагал.

## Замечания по охране
Вид включен в «Красную книгу Европейских дневных бабочек» с категорией SPEC3 — вид, обитающий, как в Европе, так и за ее пределами, но находящийся на территории Европы под угрозой исчезновения.